# إدواردو مايكلسين
إدواردو مايكلسين هو رسام كوبي، ولد في 18 أبريل 1920، وتوفي في 27 يناير 2010.